# Cascata (album)
Cascata è il terzo album solista di Alessandro Fiori, pubblicato nel settembre 2013 da Viceversa Records.

## Il disco
Il disco è stato scritto da Alessandro Fiori tra Arezzo e Catania, dove è stato registrato presso lo studio Zen Arcade da Guido Andreani. Fa parte della collana In Vinile dell'etichetta discografica siciliana.
L'album è diffuso in free download nella giornata del 16 settembre 2013 sul web, mentre è disponibile nel formato in vinile dal 30 settembre seguente.
Fanno parte del disco diversi pezzi inediti, a cui hanno collaborato anche Roberto Angelini e Marcello Cunsolo, alcune cover riarrangiate (The Niro, Cesare Basile) e un omaggio ad Hugo Race. Cesare Basile ha collaborato come musicista e come direttore artistico.

## Tracce
1. Volevo solo fare un caffè
2. Dei nei la mappa precisa
3. Un misterioso caso
4. Big Fish
5. Senza sporcare
6. Figurazione speciale
7. Un occhio chiuso
8. Il suono del cratere centrale
9. Cascata

## Formazione
- Alessandro Fiori – voce, chitarra acustica, violino, synth, string machine, harmonium, batteria, basso, percussioni
- Cesare Basile – ukulele in 1 e 9, percussioni in 4, chitarra acustica in 8, cori in 6
- Anna Balestrieri – balalaica in 4, cori in 8
- Marcello Caudullo – chitarra elettrica in 4
- Ciccio Cantone – tastiera in 4
- Sonia Brex – synth in 4
- Stefania Licciardello – voce in 4